# Haemaphysalis suntzovi
Haemaphysalis suntzovi är en fästingart som beskrevs av Kolonin 1993. Haemaphysalis suntzovi ingår i släktet Haemaphysalis och familjen hårda fästingar. Inga underarter finns listade i Catalogue of Life.